# Melchor Ocampo, Sinaloa
Melchor Ocampo är en ort i Mexiko.   Den ligger i kommunen Sinaloa och delstaten Sinaloa, i den västra delen av landet, 1 200 km nordväst om huvudstaden Mexico City. Melchor Ocampo ligger 38 meter över havet och antalet invånare är 261.
Terrängen runt Melchor Ocampo är platt, och sluttar söderut. Runt Melchor Ocampo är det ganska tätbefolkat, med 100 invånare per kvadratkilometer. Närmaste större samhälle är Leyva Solano, 14,1 km sydväst om Melchor Ocampo. Trakten runt Melchor Ocampo består till största delen av jordbruksmark.